# Erling Jepsen
Erling Jepsen (født 14. maj 1956 i Gram, Sønderjylland) er en dansk forfatter.
Han startede som gymnasieelev med at skrive skolekomedier til sine skolekammerater og har siden skrevet mange prisbelønnede høre- og skuespil og siden 1999 også romaner.
I 2002 fik han med autofiktionen Kunsten at græde i kor et folkeligt gennembrud.  
I 2014 vandt han DR Romanprisen for romanen Den sønderjyske farm.  
i 2016 påbegyndte Jepsen en serie om familiehemmeligheder. Seneste bind er Vindueskiggeren fra 2022.

## Udgivelser
- 1977: Kiks med kniv og gaffel (radioteater))
- 1980: Polledreng kommer hjem (tv-manuskript)
- 1981: Fars lille pige (radioteater)
- 1981: Freddys Bar (tv-manuskript)
- 1982: Hekseskud (tv-manuskript)
- 1989: Undulaterne (radioteater)
- 1991: Manden som ville lære kunsten at sprælle (radioteater)
- 1992: Elskende i et fodgængerfelt (skuespil)
- 1992: Tasketyven og kammertonen (radiospil)
- 1993: En farlig mand (skuespil)
- 1993: Med dame på og hele lortet (skuespil)
- 1993: Næste år bliver øllet bedre (skuespil)
- 1995: Når bare det kommer fra hjertet (skuespil)
- 1998: Muhammad Ali svigter aldrig (skuespil)
- 1999: Ingen grund til overdramatisering (roman)
- 1999: Snefnugget og øjeæblet (skuespil)
- 2000: Manden som bad om lov til at være her på jorden (skuespil)
- 2001: Dansemus (gendigtet) (satyrspil)
- 2001: Kuren (skuespil)
- 2002: Kunsten at græde i kor
- 2003: Anna og tyngdeloven (skuespil)
- 2004: Frygtelig lykkelig (roman)
- 2004: Manden fra Estland (skuespil)
- 2005: Reisekammeraten (novelle) i "Reisekammeraten og andre H.C. Andersen-historier i nye klæder"
- 2006: Fire spil (skuespil)
- 2006: Med venlig deltagelse (roman)
- 2008: Alting begynder i Gram (barndomserindringer skrevet sammen med Henrik Ruben Genz)
- 2009: Biroller (roman)
- 2011: Hovedløs sommer (roman)
- 2013: Den sønderjyske farm (roman)
- 2015: Hjertets dannelse (roman)
- 2016: Gramhavet - Familiehemmeligheder I (roman)
- 2018: Erna i Krig (roman)
- 2019: Hjemmefra (roman)
- 2020: Erna og rumæneren (roman)
- 2021: Skolekomedie (roman)
- 2022: Vindueskiggeren (roman)

## Filmatisering
- Peter Schønau Fogs filmatisering af Kunsten at græde i kor havde premiere 27. april 2007 og blev stærkt rosende anmeldt.
- Henrik Ruben Genz filmatiserede Frygtelig lykkelig i 2008
- Michael Jakobsen filmatisering af If you're unhappy, you're lucky